# Matt Uelmen

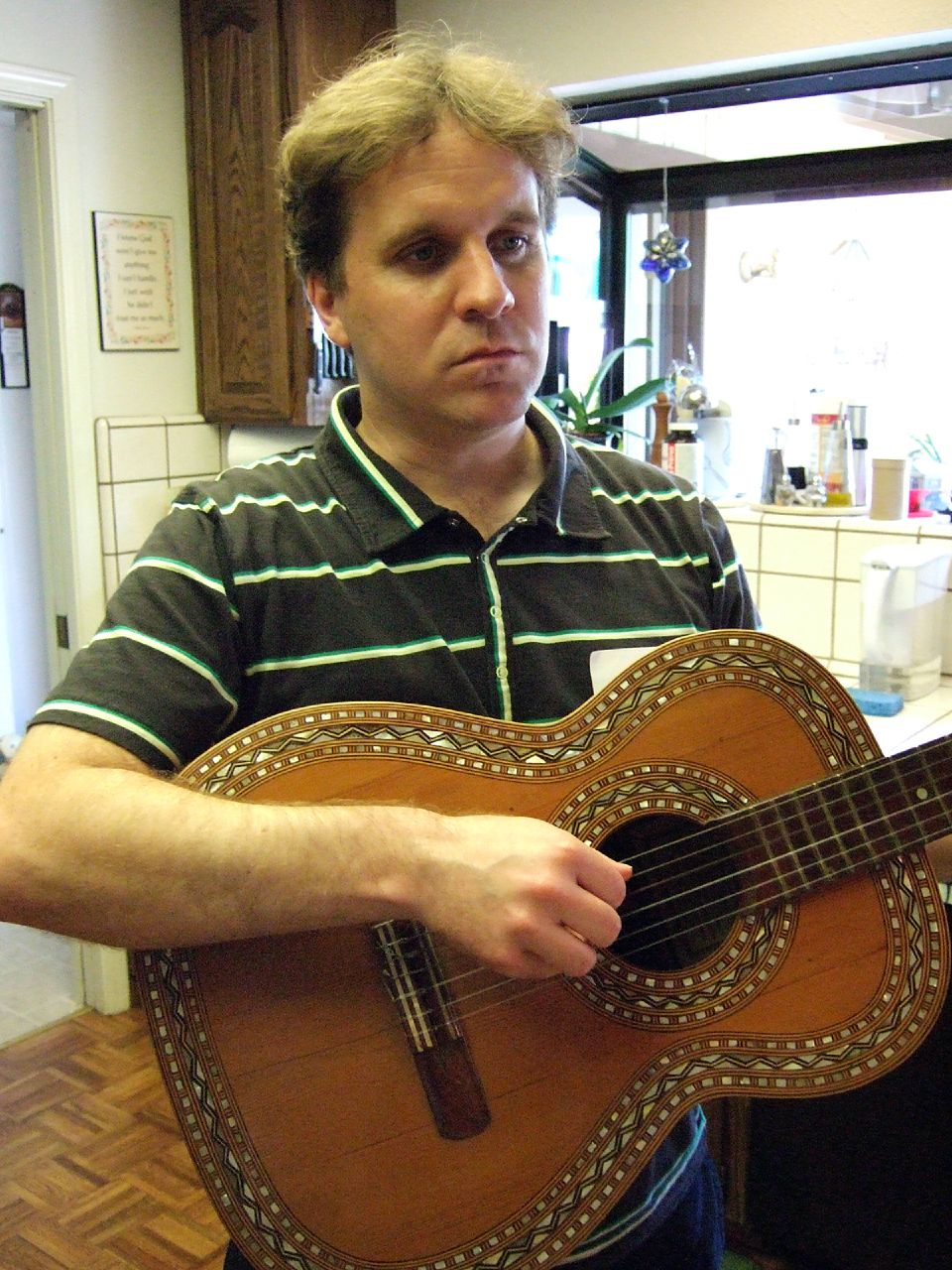
Matt Uelmen

Matthew Uelmen (nascido em 31 de julho de 1973) é um compositor, desginer de som, e VGcomposer americano, famoso pelo seu trabalho na empresa de software Blizzard Entertainment. É reconhecido pelo seu trabalho na série de jogos eletrônicos Diablo, no qual obteve o mérito de Excellence in Audio concedido pelo International Game Developers Association em 2001 (juntamente com Jason Hayes, Glenn Stafford e Andrea Pessino) . Trabalhou também como desginer de som no jogo eletrônico de estratégia Starcraft, e teve uma participação como compositor (em conjunto com Russell Brower) no MMORPG World of Warcraft e em seu pacote de expansão, World Of Warcraft: The Burning Crusade (onde teve maior participação), em 2007. Este foi seu último trabalho na Blizzard antes de se tornar membro da equipe de som da Runic Games.

## Vida pessoal
Crescendo em Los Angeles, Matt é familiarizado com o mundo musical desde os seus 6 anos de idade (em 1979), quando se iniciou na música tendo aulas semanais de piano, com seu professor particular, Lenée Bilski, que lhe deu iniciação em outros instrumentos para seu treinamento musical, tais como a flauta, guitarra, teclado e percussão, além de uma forte base teórica. Permaneceu nesse ritmo até seus 13 anos (em 1986), quando teve de se mudar para San Jose, no estado da Califórnia, onde completou seu ensino ginasial (ensino secundário, ou equivalente ao ensino médio). Em seus anos seguintes, Matt foi adquirindo conhecimento por meios próprios, tendo sindo influenciado pelo jazz e rock clássico. Em seus tempos de juventude, participou como tecladista de uma pequena banda de seis integrantes que se apresentava em bares, onde adquiriu prática, interação e noções de economia do ramo musical.
Estudou na Universidade de Georgetown de 1989 à 1993, onde obteve mérito Mary Catherine Mita Prize pela sua tese Cannibal Culture, technology and American music, em 1993. Iniciou-se no ramo da VGmusic em 1994, quando foi contratado pela Condor Inc.. Começou desenvolvendo músicas para consoles, entre eles Super Nintendo e Mega Drive. Um de seus trabalhos nesse período foi a trilha sonora do game Justice League Task Force, lançado em 1995, para Super Nintendo e Sega Genesis.
Em junho de 1996, a empresa Blizzard Entertainment's adquire a Condor Inc., a qual é renomeada a divisão de Blizzard North. Esse é o momento no qual Uelmen passa a trabalhar na Blizzard Entertainment, onde permanecera por 12 anos. Seis meses depois, em 30 de novembro de 1996, é lançado o primeiro game da série de maior sucesso da divisão, considerado um marco nos  games de RPG, e que faria a fama de Uelmen, o jogo Diablo. O trabalho em Diablo foi tão bem recebido pelo público que levou Uelmen a trabalhar como sound designer em StarCraft, que seria lançado dois anos depois, em 1998. Dois anos mais tarde, em 29 de junho de 2000 foi lançado o segundo game da série Diablo, Diablo II, que renderia, um ano depois, o prêmio Excellence in Audio concedido pela IDGA à Uelmen em parceria com os compositores Jason Hayes, Glenn Stafford e Andrea Pessino. Em continuidade ao seu trabalho na série Diablo, em 29 de junho de 2001, fora lançado o que viria se acreditar a ser o último game da série, o pacote de expansão Diablo II: Lord of Destruction (mas para surpresa dos fãs, Diablo III estaria em desenvolvimento não muitos anos depois), onde se revelaria uma nova atmosfera de jogo (pela primeira vez surgem cenários glaciais no game). Infelizmente Diablo II: LoD viria a ser a ultima participação de Uelmen na série, sendo Russel Browder, Laurence Juber e Joseph Lawrence, em conjunto com a Eminence Symphony Orchestra , os responsáveis pela composição em Diablo III.
Anos depois, Matt seria lembrado novamente pela empresa para contribuir no seu novo MMORPG em desenvolvimento, que seria baseado no mundo de Warcraft (e futuramente viria a se tornar o mais popular MMORPG do mundo, tendo mais de 11 milhões de jogadores). Uelmen teve uma participação menor nesse projeto, o qual compoz em conjunto com Russell Brower (que já era compositor em Warcraft III, atual diretor de audio de video da Blizzard), mas mantém o seu excelente nível de qualidade e criatividade expressas nas suas obras anteriores. Três anos mais tarde, fizera parte da equipe de som do pacote de expansão de World Of Warcraft, World of Warcraft: The Burning Crusade, onde teve uma participação maior que em seu último trabalho, compondo grande parte das músicas presentes no novo cenário do jogo, Outland.

## Curiosidades sobre Diablo I
- Quase todos os efeitos presentes nas músicas tema foram criados a partir do teclado sampler Ensoniq ASR-10, que só possuía 8 faixas e 16 megabytes de memória em disco rígido.
- A faixas eram modificadas numa versão primitiva do sequenciador Cakewalk.
- As gravações foram armazenadas num gravador DAT 59ES, da Sony.
- Toda a edição de som fora feito no software Sound Forge, da empresa Sonic Foundry.
- O famoso violão de doze cordas tocado na trilha tema de Tristam (Town) é da marca Seagull, que fora gravado no ASR-10.
- Os timbres de ocarina produzidos nos temas são de uma ocarina em formato de tartaruga, que Uelmen recebera de seus pais após uma viagem a América Latina.
- Os sons de flauta foram feitos a partir de uma antiga flauta da marca Artley.
- As faixas da ocarina e flauta foram gravadas com um microfone de cento e cinquenta dólares, da marca AKG.
- Os dois únicos instrumentos elétricos utilizados na produção das músicas foram o teclado ASR-10 e uma guitarra elétrica Charvell.
- A guitarra utilizou um pedal wah-wah da Crybaby e a distorção de um aplificador de som da Mesa/Boogie.

Fonte: 

## Principais trabalhos
- Torchlight II (2012), Runic Games
- Torchlight (2009), Runic Games
- World of Warcraft: The Burning Crusade (2007), Blizzard Entertainment
- Diablo II: Lord of Destruction (2001), Blizzard Entertainment
- Diablo II (2000), Blizzard Entertainment
- StarCraft (1998), Blizzard Entertainment
- Diablo (1997), Blizzard Entertainment
- Justice League Task Force (1995), Acclaim Entertainment